# Catasetum randii
Catasetum randii är en orkidéart som beskrevs av Robert Allen Rolfe. Catasetum randii ingår i släktet Catasetum och familjen orkidéer. Inga underarter finns listade i Catalogue of Life.